# Manuel Archs
Manuel Archs (? - Barcelona, 21 de maig de 1894) fou un dirigent obrer del segle xix. Fou pare del també obrerista Ramon Archs.
Després de l'episodi de les bombes del Liceu, el novembre de 1893 Archs fou detingut i empresonat juntament amb molts altres sindicalistes anarquistes. Posteriorment fou jutjat en els processos de Montjuïc l'abril de 1894, condemnat a mort sense proves sòlides i finalment executat.